# Help!
Help! és el cinquè àlbum (novè als Estats Units) de la banda britànica The Beatles, i la banda sonora de la pel·lícula homònima que van protagonitzar. Va ser produït per George Martin per al segell discogràfic subsidiari d'EMI, Parlophone. El disc presenta catorze cançons en la seva forma britànica original, de les quals set van aparèixer en la pel·lícula Help!. Aquestes set cançons van formar part de la cara A de l'àlbum de vinil. La cara B contenia set cançons més, entre les quals destaca la cançó més versionada del grup i de la història: «Yesterday».
Va arribar al número 1 de la llista Billboard 200 dels Estats Units, i dels UK Albums Charts del Regne Unit. Els senzills de les «Help!», «Ticket to Ride», i «Yesterday» també van arribar al número 1 de la UK Singles Charts del Regne Unit, i del Billboard Hot 100 dels Estats Units.
L'edició americana va ser una veritable banda sonora de la pel·lícula, en barrejar les primeres set cançons amb material orquestral de la pel·lícula. De les altres set cançons, dues es publicarien en la versió estatunidenca del següent àlbum dels Beatles, Rubber Soul; dos s'editarien en un mateix disc senzill americà i apareixerien després en l'àlbum Yesterday and Today; i tres apareixerien a Beatles VI.
El 10 de Gener de 1997 va rebre la triple certificació de platí per la RIAA, que acredita 3 milions de còpies venudes. També té la certificació de platí per la BPI, que acredita 300.000 còpies venudes.
El 2003 la revista Rolling Stone va classificar Help! en el lloc 332 de la seva llista dels 500 millors àlbums de tots els temps.

## Llista de cançons
Totes les cançons foren escrites i compostes per Lennon–McCartney, excepte a on s'indica. 
| 1.            | «Help!»                             | Lennon        | 2:18  |
| 2.            | «The Night Before»                  | McCartney     | 2:34  |
| 3.            | «You've Got to Hide Your Love Away» | Lennon        | 2:09  |
| 4.            | «I Need You» (George Harrison)      | Harrison      | 2:28  |
| 5.            | «Another Girl»                      | McCartney     | 2:05  |
| 6.            | «You're Going to Lose That Girl»    | Lennon        | 2:18  |
| 7.            | «Ticket to Ride»                    | Lennon        | 3:09  |
| Durada total: | Durada total:                       | Durada total: | 17:01 |

| 1.            | «Act Naturally» (Johnny Russell, Voni Morrison) | Starr                 | 2:30  |
| 2.            | «It's Only Love»                                | Lennon                | 1:56  |
| 3.            | «You Like Me Too Much» (Harrison)               | Harrison              | 2:36  |
| 4.            | «Tell Me What You See»                          | McCartney with Lennon | 2:37  |
| 5.            | «I've Just Seen a Face»                         | McCartney             | 2:05  |
| 6.            | «Yesterday»                                     | McCartney             | 2:05  |
| 7.            | «Dizzy Miss Lizzy» (Larry Williams)             | Lennon                | 2:54  |
| Durada total: | Durada total:                                   | Durada total:         | 16:43 |